# Larisa Yurkiw
Larisa Yurkiw, née le 30 mars 1988 à Owen Sound, est une skieuse alpine canadienne. Elle s'est spécialisée dans les disciplines de vitesse (descente et super G).

## Biographie
Ses débuts en compétition FIS ont lieu en 2003. Elle prend son premier départ en coupe du monde lors du slalom géant de Altenmarkt-Zauchensee en janvier 2007. Elle a marqué ses premiers points avec une 29e place en décembre 2008 à Lake Louise puis enregistre son premier top 10 deux mois plus tard en terminant neuvième de la descente de Tarvisio. Cependant en fin d'année 2009, elle chute lourdement à Val d'Isère, ce qui lui cause une rupture des ligaments croisés du genou gauche et manquera les Jeux olympiques de Vancouver en février 2010.
Non intégrée dans l'équipe nationale, après un retour délicat, elle crée sa propre cellule d'entraînement, la Team Larisa en 2013.
En 2014, elle participe aux Jeux olympiques de Sotchi, prenant part à la descente qu'elle achève à la 20e place, tandis qu'elle ne termine pas le super G. En janvier 2015, elle monte sur son premier podium en terminant deuxième de la descente de Cortina d'Ampezzo.
Durant la saison 2015-2016, elle ajoute trois podiums en descente à son palmarès, à Val d'Isère, Altenmarkt-Zauchensee et Cortina d'Ampezzo. Cela lui permet d'atteindre le troisième rang du classement de Coupe du monde de cette spécialité en fin de saison. Satisfaite de cette saison et ne voulant ne plus risquer sa santé, elle prend sa retraite sportive. Elle souhaite construire une carrière dans les affaires.

## Palmarès

### Jeux olympiques d'hiver
| Épreuve / Édition | Descente | Super G | Slalom géant | Slalom | Super combiné |
| JO 2014 Sotchi    | 20e      | Abandon | —            | —      | —             |

Légende :
- — : Elle n'a pas participé à cette épreuve

### Championnats du monde
| Épreuve / Édition          | Descente | Super G | Slalom géant | Slalom | Super combiné |
| -------------------------- | -------- | ------- | ------------ | ------ | ------------- |
| Mondiaux 2009 Val-d'Isère  | -        | Abandon | -            | -      | -             |
| Mondiaux 2013 Schladming   | 28e      | 23e     | -            | -      | Abandon       |
| Mondiaux 2015 Beaver Creek | 14e      | 28e     | -            | -      | -             |

### Coupe du monde
- Meilleur classement général : 32e en 2015.
- 4 podiums.

#### Différents classements en Coupe du monde
| Saison / Épreuve | Saison / Épreuve | Général | Général | Descente | Descente | Super G | Super G | Combiné | Combiné |
| ---------------- | ---------------- | ------- | ------- | -------- | -------- | ------- | ------- | ------- | ------- |
| Saison / Épreuve | Saison / Épreuve | Class.  | Points  | Class.   | Points   | Class.  | Points  | Class.  | Points  |
| 2009             | 2009             | 88e     | 37      | 33e      | 32       | -       | -       | 44e     | 5       |
| 2010             | 2010             | 95e     | 29      | 43e      | 22       | 49e     | 7       | -       | -       |
| 2013             | 2013             | 111e    | 6       | -        | -        | 42e     | 6       | -       | -       |
| 2014             | 2014             | 52e     | 115     | 24e      | 99       | 40e     | 16      | -       | -       |
| 2015             | 2015             | 32e     | 214     | 10e      | 202      | 41e     | 12      | -       | -       |
| 2016             | 2016             | 22e     | 465     | 3e       | 407      | 25e     | 58      | -       | -       |

### Championnats du monde junior
- Médaille d'argent du combiné en 2007 à Formigal.

### Championnats du Canada
- Championne de descente en 2008 et 2013.
- Championne du Super G en 2008.

### Coupe d'Europe
- 1 victoire.

### Coupe nord-américaine
- Vainqueur du classement général en 2008.
- 10 victoires.